# Theatres des Vampires
Theatre des Vampires é uma banda italiana de metal gótico formada em Roma, em 1994, conhecida principalmente pelos temas predominante de vampirismo em suas letras. Foi formada em 1994 por dissidentes da banda Sepolcrum. O grupo é constituído por Sonya Scarlet no vocal, Stephan Benfante na guitarra, Fabian Varesi no teclado e no vocal de apoio, Zimon Lijoi no baixo e no vocal de apoio e Gabriel Valerio na bateria e vocal de apoio.
A banda possui fortes influências do black metal, observado mais no início de sua carreira. Theatres des Vampires lançou coletivamente dez álbuns completos.

## Integrantes
- Zimon Lijoi – baixo (1997–atualmente)
- Gabriel Valerio – bateria (1997–atualmente)
- Sonya Scarlet – backing vocal (1999–2004), vocal (2004–atualmente)
- Flavio Gianello - guitarra (2017–atualmente)

## Discografia
- Nosferatu, Eine Simphonie des Grauens (Demo, 1994)
- Vampyrìsme, Nècrophilie, Nècrosadisme, Nècrophagie (1996)
- The Vampire Chronicles (1999)
- Bloody Lunatic Asylum (2001)
- Iubilaeum Anno Dracula 2001 (EP, 2001)
- Suicide Vampire (2002)
- The (Un)Official History 1993-2003 (Bootleg, 2003)
- Vampyrìsme (nova versão do segundo álbum, 2003)
- The Blackend Collection (caixa, 2004)
- Nightbreed Of Macabria (2004)
- Pleasure and Pain (2005)
- The Addiction Tour (DVD ao vivo, 2006)
- Desire of Damnation (álbum duplo, 2007)
- Anima Noir (2008)
- Moonlight Waltz (2011)
- Moonlight Waltz Tour 2011(CD/DVD ao vivo, 2012)
- Candyland (2016)
- In Nomine Sanguinis (2021)